# Cromlec dos Almendres

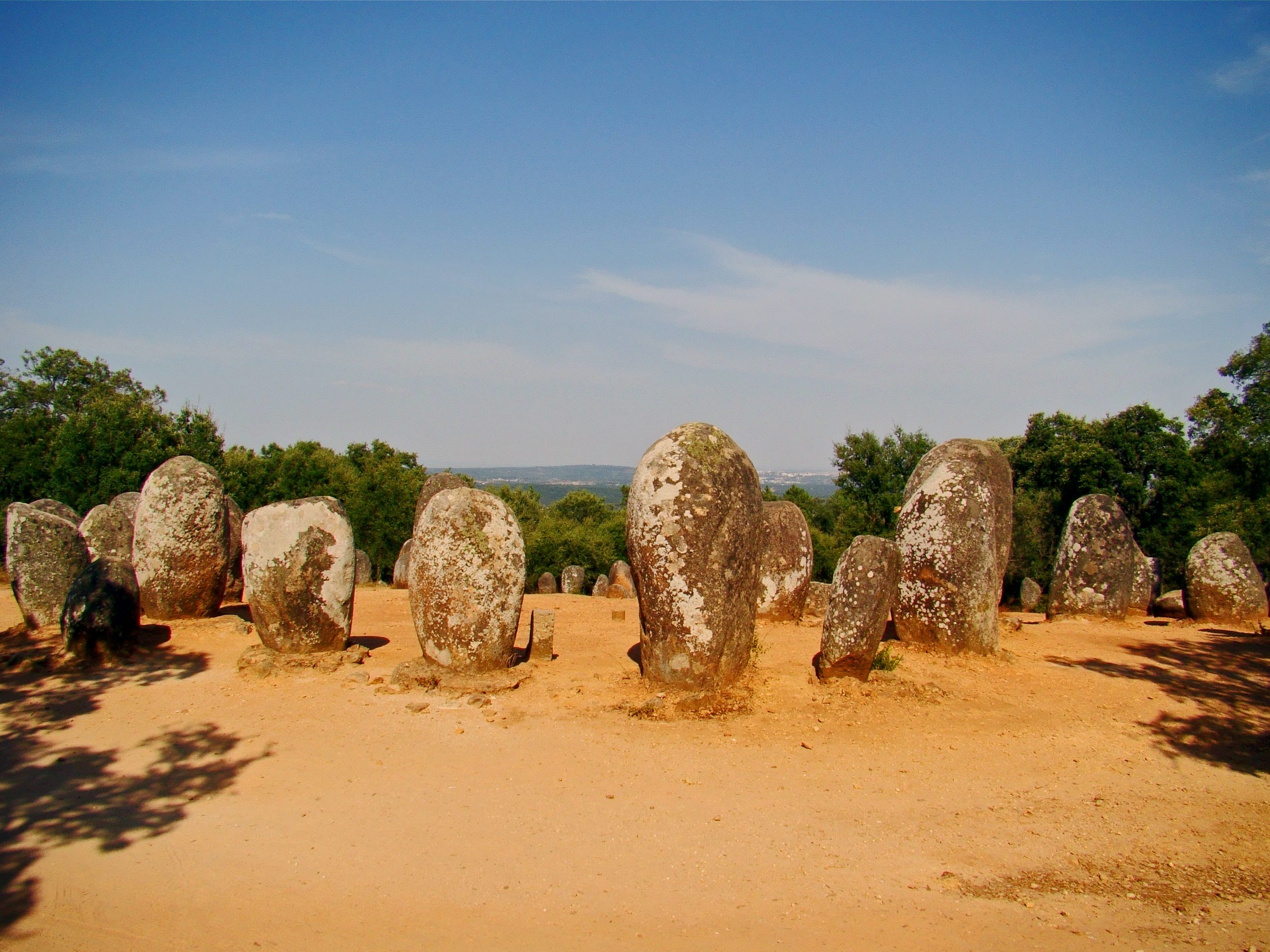
Fotografia del cròmlec dos Almendres

El cròmlec dos Almendres (en portuguès, Cromeleque dos Almendres) és un cròmlec a la freguesia de Nossa Senhora de Guadalupe, a Évora (Portugal). Es tracta d'un cercle de pedres prehistòriques constituït de 95 monòlits de pedra. Aquest complex és el monument megalític més important de la península Ibèrica, i un dels més importants d'Europa. A Portugal, està classificat dins l'apartat de Monuments Nacionals.